# Baxter (Band)
Baxter war eine US-amerikanische Post-Hardcore Band aus Chicago, Illinois. Nach ihrer Auflösung im Jahre 1999 gründeten ihre Bandmitglieder die erfolgreichen Bands Rise Against und The Lawrence Arms.

## Geschichte
Im Jahre 1995 begann die Band um Tim McIlrath diverse kleine Konzerte in der Umgebung von Chicago zu spielen und brachten schon ein Jahr später die Kassette Troys Bucket heraus, mit der sie dann im Mittleren Westen zu touren begannen. Noch im selben Jahr unterschrieben sie einen Vertrag bei dem Independent-Label Static Station. Ein weiteres Jahr später brachten sie die 7-inch Lost Voices... heraus, welchen großen Erfolg in der Untergrund Szene hatte. 1999 trennten sie sich nach der Veröffentlichung von Eastman & Evergreen um sich anderen Projekten widmen zu können; jedoch alle im Punk bzw. Hardcore Spektrum, z. B. Rise Against, The Killing Tree (Tim McIlrath) und The Lawrence Arms (Neil Hennessy). Auch später arbeiteten sie noch zusammen an musikalischen Projekten, so z. B. an dem Rise Against Song Swing Life Away auf Siren Song of the Counter Culture. 2003 brachten sie .baxter. heraus, eine zweiteilige Zusammenfassung ihrer musikalischen Werke mit einigen unveröffentlichten Liedern und Demos.

## Diskographie
- 1996: Troy's Bucket (Astroboy Records, eigenes Label)
- 1997: Lost Voices... (Static Station Records)
- 1999: Eastman & Evergreen (Science Records)
- 2003: .baxter. (Will Not Clear Man records)